# 샬럿 그린우드

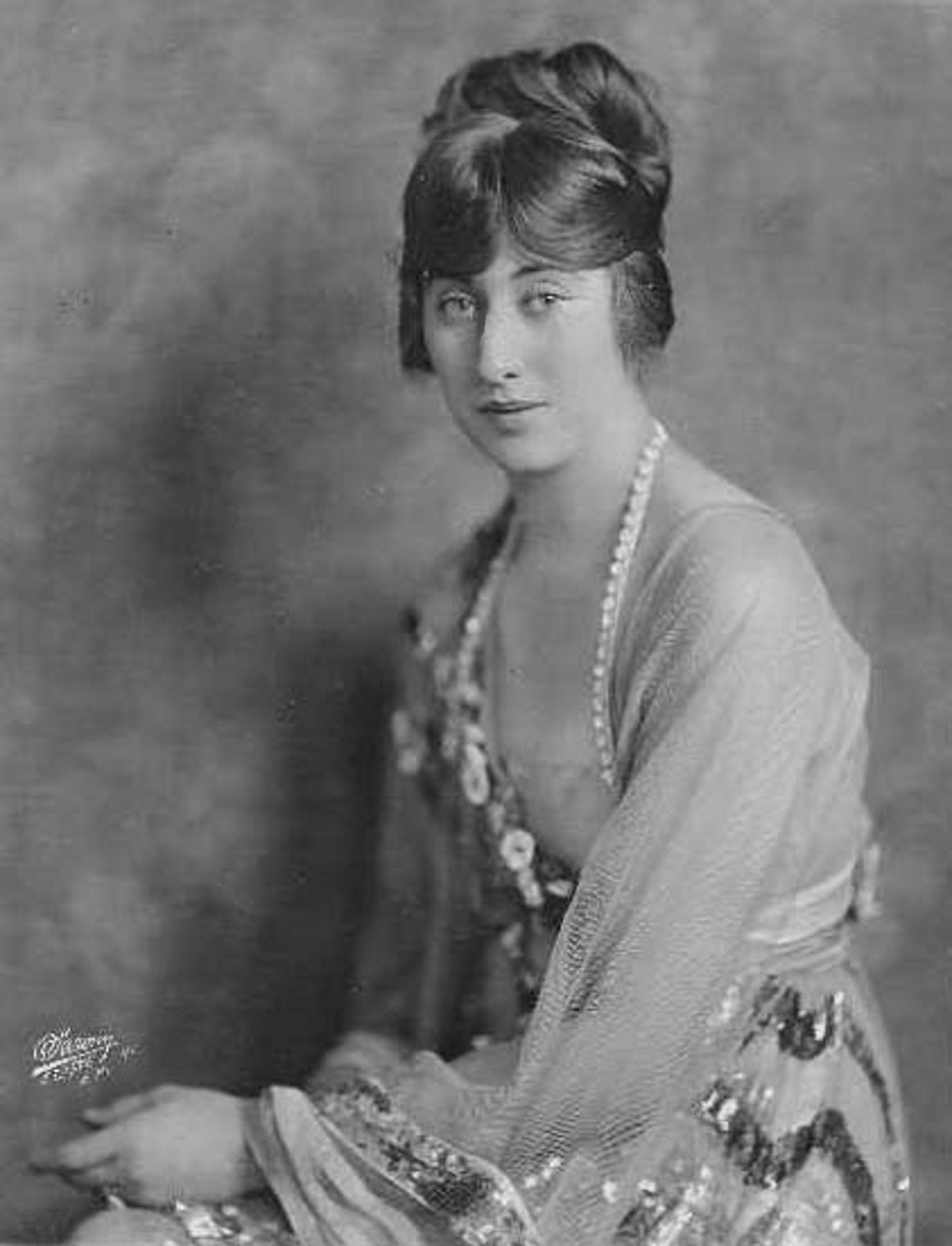

샬럿 그린우드(영어: Charlotte Greenwood, 1890년 6월 25일 ~ 1977년 12월 28일)는 미국의 배우이다.
필라델피아에서 태어났으며 로스앤젤레스에서 사망하였다.

## 영화
- 아퍼짓 섹스 (1956년)
- 오클라호마 (1955년)
- 덴저러스 웬 웻 (1953년)
- 오, 아름다운 인형 (1949년)
- 드리프트우드 (1947년) - 마틸다 역
- 웨이크 업 앤 드림 (1946년)
- 홈 인 인디아나 (1944년)
- 갱스 올 히어 (1943년)
- 스프링타임 인 더 록키스 (1942년)
- 문 오버 마이아미 (1941년)
- 영 피플 (1940년)
- 다운 아젠틴 웨이 (1940년)
- 펄미 데이즈 (1931년)
- 플레잉 하이 (1931년)